# Henning G. Jensen
 Der er flere personer med dette navn, se Henning Jensen.
Henning Gunner Jensen (født 18. marts 1950) er tidligere borgmester i Aalborg Kommune, valgt for Socialdemokraterne.
Henning G. Jensen er uddannet folkeskolelærer, og var medlem af Aalborg Byråd fra 1974, og formand for Frit Forum Aalborg samme periode. I 1982 blev han, som den hidtil yngste rådmand, konstitueret til rådmand for Social- og Sundhedsforvaltningen. I 1998 blev han Aalborgs syvende socialdemokratiske borgmester, siden den første i 1925.
Ved kommunalvalget i 2005 fik han 13.650 personlige stemmer, svarende til 14 procent af alle afgivne stemmer i kommunen.
I 2006 stod han i spidsen for kritikken af VK-regeringens skattestop og fastlåsning af kommunerne økonomi. Lars Løkke Rasmussen udråbte ham efterfølgende til at være ideolog og strategen bag befolkningens opstand mod regeringens besparelser – 17maj – og BUPLs talmanipulation:
"I sidste uge beskyldte Lars Løkke Rasmussen en række borgmestre for at være i en 'ulækker alliance' med pædagogernes fagforening, BUPL. Hertil svarede Aalborgs borgmester, Henning G. Jensen, at 'ministeren må være syg i hovedet'."1
Ved kommunalvalget i 2009 blev han genvalgt som borgmester, men fik reduceret sit personlige stemmetal til 8.001. En tilbagegang fra 2005 på 41 pct.
Henning G. Jensen bekendtgjorde i oktober 2011, at han ikke ville genopstille til kommunalvalget 2013.
Thomas Kastrup-Larsen meldte sig efterfølgende som socialdemokratisk borgmesterkandidat i Aalborg Kommune.